# Harm Buiter
Harm Geert Buiter (Langeveen, 8 januari 1922 - Groningen, 22 februari 2011) was een Nederlands bestuurder van PvdA-huize.

## Levensloop
In het laatste jaar van de Tweede Wereldoorlog leidde hij een verzetsgroep in Almelo, die zich met name bezighield met de hulp aan onderduikers en joden. Na de oorlog werkte hij jarenlang in de vakbeweging. In 1958 werd hij verkozen tot eerste algemeen secretaris van het Europees Vakbondssecretariaat (ETUS). Hij oefende deze functie uit tot 1967. Vanaf dat jaar voerde hij dezelfde functie uit bij het Internationaal Verbond van Vrije Vakverenigingen (IVVV).
In 1971 volgde hij de afgetreden Jan Berger op als burgemeester van de gemeente Groningen. Hij gaf veertien jaar lang leiding aan een college van burgemeester en wethouders met "jonge honden" als Jacques Wallage en Max van den Berg. Buiters belangrijkste wapenfeit was de vestiging van de PTT-directie in Groningen in het kader van de spreiding van rijksdiensten. Harm Buiter gold als een bekwaam, vaderlijk bestuurder. Oud-hoofdcommissaris van politie van Groningen Eric Nordholt zei ooit: "Ik heb in mijn leven twee goede burgemeesters gehad: in Groningen Harm Buiter en in Amsterdam Ed van Thijn." Buiter ging met pensioen in 1985.
Een van zijn kinderen is de Britse econoom Willem Buiter.
De gemeenteraad van Groningen besloot in 2012 het nieuwe stationsplein in het Europapark de naam Harm Buiterplein te geven.
- International Standard Name Identifier: 0000 0003 8810 499X
- Virtual International Authority File: 281201527
- WorldCat: E39PBJkTcmTBRTjWRyxqXd7j4q